# Въоръжени сили на Исландия
Република Исландия е една от малкото страни на земното кълбо, които не разполагат с въоръжени сили и подчертаването на това обстоятелство е държавна политика. Отбраната на териториалната цялост и суверенитета на страната се осъществяват от страните-съюзнички в Организацията на Североатлантическия договор. Исландия е неин член от самото създаване на организацията. Стратегическото ѝ местоположение в централния северен Атлантически океан я прави изключително важна в междублоковото противопоставяне и тя се присъединява към Пакта, но поставяйки изричното условие да не бъде принудена да организира собствена армия. Страната не е член на Европейския съюз, но е сред съучредителките на Организацията на обединените нации.
В миналото губернаторите са разполагали със собствени войскови подразделения, но последните са разформировани още през първата половина на XIX век. Докато страната е датска колония, а по-късно и кралство в персонална уния с Кралство Дания, отбраната на Исландия е прерогатив на датските въоръжени сили. Когато Дания е окупирана от Вермахта, Съюзниците (САЩ и Великобритания) окупират Исландия превантивно, страхувайки се това да не сторят германците, използвайки я за военна база и така да застрашат търговските конвои, снабдяващи Обединеното кралство. Исландците решават, че обвързаността им с Дания е неблагоприятна за тях и без да чакат края на Втората световна война скъсват отношенията си с датския крал и провъзгласяват Исландия за република.
След войната и започналото блоково противопоставяне между капиталистическия и социалистическия лагер (Студената война) разположението на Исландия става от жизненоважно значение за отбраната на Северна Америка. Разположени на нейна територия радиолокационни и хидроакустични станции биха могли да служат за ранно оповестяване за прелитащи съветски бомбардировачи на Далечната авиация на ВВС на СССР или за подводни лодки, отправящи се към бреговете на САЩ и Канада, както и за откриването на надводни бойни кораби. Тъй като страната няма и отказва да организира въоръжени сили, отбраната ѝ е поета от американски военен контингент, наречен Исландски отбранителен отряд, базиран основно във Военноморска авиостанция на САЩ Кефлавик (произнася се също Кеплавик). След намаляване на напрежението с края на Студената война (и особено икономическата криза, в която Русия като наследник на СССР изпада) в средата на 2000-те години американското военно присъствие е преустановено, а военните съоръжения са предадени за стопанисване на исландска държавна агенция, подчинена на исландското външно министерство.
Със засилване на геополитическото напрежение в Европа от последните години се предприемат мерки за възстановяване на съюзното военно присъствие на острова. Исландия разполага с три служби, които имат отношение към политиката ѝ на отбрана, но не представляват въоръжени сили сами по себе си. Преди всичко това е Исландската брегова охрана (Landhelgisgæsla Íslands), носеща полицейски и спасителни функции на море и подчинена на вътрешното министерство. На нейно подчинение е и Исландската служба за въздушна отбрана ( Íslenska Loftvarnarkerfið), която следи информацията получавана от исландското ръководство на въздушното движение за ранното оповестяване на летателни апарати. Не на последно място е Исландското подразделение за мироопазващи операции (Íslenska Friðargæslan), подчинено на външното министерство и осъществяващо изцяло хуманитарни функции в мисии на ООН и НАТО.
В миналото в рамките на исландското външно министерство е съществувала Исландска отбранителна агенция (Varnarmálastofnun Íslands), координираща държавната отбранителна политика (Исландската служба за въздушна отбрана е била на нейно подчинение), но в периода 2009 – 2011 г. агенцията е закрита, както по финансови причини, така и за да подчертае миролюбивата политика на Исландия.